# Pizzicato Five
Pizzicato Five (oft auch P5) war eine japanische Popband, bekannt im Westen vor allem in ihrer späteren Formation als Duo von Nomiya Maki (japanisch 野宮真貴) und Yasuharu Konishi (小西康陽). Ihnen wird zusammen mit der Gruppe Flipper’s Guitar oft eine Führungsrolle in der Shibuya-kei-Bewegung im Tokio der 1990er Jahre zugeschrieben. Sie sind für ihre eklektischen und energischen Kompositionen bekannt, die oft wie „neue“ Releases der späten 1960er Hipster-Szene klingen. Ihr Schlagwort „A New Stereophonic Sound Spectacular“ gibt die ironische, aber ehrgeizige Sicht der Gruppe wieder. Sie veröffentlichten während ihrer 16-jährigen Existenz mindestens ein Album pro Jahr, dazu verschiedene Singles und Remix-Alben. Die Ursprünge der Formation liegen im Jahr 1979, die tatsächliche Gründung erfolgte 1984 und die formale Auflösung im 2001, auch wenn es 2002 noch ein Abschiedskonzert gab. Auch über 20 Jahre nach ihrem Ende als Band sind Pizzicato 5 weiterhin Gäste im Radio, so beispielsweise im November 2017 in der Nightlounge von NDR Blue.

## Einflüsse und Stil
Mitte der 1990er Jahre gehörte zu den Einflüssen alles von dem US-amerikanischen Pianisten und Komponisten Burt Bacharach über den Rhythm-and-Blues-, Soul- und Funk-Musiker James Brown, die 1960er-Jahre-Rockband The Turtles und Sly Stone, einen Sänger, Songwriter und Musikproduzenten aus den Genres Funk, Soul, Rock und Psychedelic Rock, bis hin zur brasilianischen Musik Bossa Nova, so die Zeitung Washington City Paper in einer Konzertankündigung. Auch die lange Zeit in Vergessenheit geratene Popgruppe The Free Design, die in den 1960er- und 1970er-Jahren durch jazzigen Sunshine- bzw. Barock-Pop und Easy Listening mit starken Vocal-Anteil bekannt wurde, gehörte zu wesentlichen Einflüssen. Bandgründer Yasuharu Konishi outete sich explizit als Fan des US-Familienprojekts.
Laut dem deutschsprachigen Online-Magazin Laut.de wurden sie mit dem daraus resultierenden Easy Listening, dem Acid-Jazz und den an der elektronischen DJ-Kultur angelehnten Kompositionen „zum Hauptvertreter des sogenannten Shibuya-kei-Sounds, der sich nach einem Tokioter Einkaufsviertel benennt und Jazz, Pop und Elektropop zur Synthese bringt“. Ähnlich wurde es von Westword aus Denver formuliert: Als eine der besten japanischen Bands sei es auch für Pizzicato Five typisch, Pop der 1960er Jahre, Jazz und den für Japan typische Synthie-Pop Shibuya-kei zu kombinieren und damit einen typischen eigenen Sound zu erschaffen, ohne an ein typisches Genre gebunden zu sein. Stilistisch wurden Vergleiche mit der Rockband The B-52s, Swing Out Sister und auch Deee-Lite angestellt.
Im Laufe der Jahre variierte die Band ihr Rezept nur minimal. So wurden zwischenzeitlich Hip-Hop-Beats und Samples klassischer Musik eingebunden, mal seien die Songs mit „House- und jazzigen Drum'n'Bass-Sounds“ angereichert worden und mal pendelten sie „zwischen der japanischen Spielart des Easy Listening und modernem Club Pop hin- und her [oder kämen] im hippeligen Drum & Bass daher“. Zum Schluss wurde der Stil von Visions als „Easy Listening bis zum Abwinken, unbändige Glückseligkeit, Plastik-Melodien“ bezeichnet. Vergleichsweise kurz brachte es Der Standard aus Österreich auf den Punkt: „japanische Pioniere des postmodernen Easy-Listening Pop mit starken visuellen Anleihen“.

## Geschichte
Die Gruppe wurde 1984 von Konishi und Takanami Keitarō (高浪慶太郎), Kamomiya Ryo (鴨宮諒), Sasaki Mamiko (佐々木麻美子) und Miyata Shigeo (宮田繁男) gegründet. Miyata verließ die Gruppe kurz danach, die vier verbliebenen Mitglieder beschlossen aber, den Namen beizubehalten. Die Band veröffentlichte ihre erste Single, „In The Audrey Hepburn Complex“ 1985 und erhielt bald darauf einen Vertrag bei CBS Sony. 1987 veröffentlichte die ihr Debütalbum „Couples“, das kommerziell gesehen ein Flop war. Als Plattenfirma Druck auf die Band ausübte, einen neuen Sänger zu suchen, stiegen Miyata und Sasaki daraufhin aus. Mit Tajima Takao (田島貴男) als neuem Sänger veröffentlichte die Gruppe 1988 das zweite Album „Belissima!“. Die nächsten Alben „On Her Majesty’s Request“ (1989) und „Soft Landing on the Moon“ (1990) floppten ebenfalls.
1991 wechselten Pizzicato Five zu Japan Columbia/Seven Gods (heute Triad Records). Tajima Takao verließ die Band, um mit seiner eigenen Band Original Love zu arbeiten und Nomiya Maki schloss sich der Band als dritte Sängerin an. Nach drei Singles, mit denen Maki als neue Stimme vorgestellt wurde, folgte das Album „This Year’s Girl“. Inspiriert durch die Anfänge des Sampling (De La Souls 3 Feet High and Rising soll ein wichtiger Einfluss gewesen sein), entwickelte die Gruppe einen Sound, der beim Start der Shibuya-kei-Szene half. Das Album enthielt zwei der bekanntesten Songs von Pizzicato Five: Twiggy Twiggy und Baby Love Child, welches ein Sample aus dem Lied You’ve Lost That Lovin’ Feelin’ von den Righteous Brothers enthält. Das Jahr 1992 sah eine Änderung in der musikalischen Ausrichtung, als „Sweet Pizzicato Five“ herauskam. Die Band gewann durch ihre Titelsongs für Fernsehfilme zunehmend Bekanntheit, die 1993 einen zusätzlichen Schub erhielt, als der Song „Sweet Soul Revue“ in einer Werbekampagne der Firma Kanebō genutzt wurde. Im Juni desselben Jahres veröffentlichte Pizzicato Five das Album „Bossa Nova 2001“. Produziert durch den Szenekollegen Cornelius kam es auf Nummer 7 in den Charts. Im Dezember wurde die Single Tokyo wa yoru no shichiji (東京は夜の7時, ‚19 Uhr in Tokyo‘) ein weiterer Hit, nachdem es als Eröffnungssong eines Kinderfernsehen genutzt wurde.
Das Debüt der Band in Amerika erfolgte 1994 mit dem Minialbum „5X5“ bei Matador Records. Diesem folgte rasch „Made in USA“, eine Zusammenstellung von Stücken der zuvor nur in Japan veröffentlichten Alben. Kurz vor Erscheinen des Albums „Overdose“ verließ Takanami Keitarō die Band und Pizzicato Five schrumpfte dauerhaft zum Duo bestehend aus Konishi und Nomiya. Im Februar 1995 unternahmen die beiden eine Tour durch Europa and Amerika mit 14 Stationen. Mit „The Sound Of Music“ wurde im Oktober 1995 neuerlich ein Sampler herausgebracht, dieses Mal mit verschiedenen Stücken der Alben aus der Maki-Ära.
Nach dem Erscheinen des Albums „Romantique 96“ und der Hit-Single „Baby Portable Rock“ wechselte die Band 1997 zu einem anderen Label, genauer: zu Readymade Records. Dort wurde „Happy End Of The World“ veröffentlicht, das einzige Album von dem weltweit die gleiche Fassung erschien. In einem ungewöhnlichen Schritt, der in Billboard, dem amerikanischen Fach- und Branchenblatt für Musik und Entertainment, für Überraschung sorgte, siedelte das US-Management der Band 1997 nach Japan über – erstmals in der Geschichte des japanischen Pop. 1998 in Japan kam das Album „The International Playboy & Playgirl Record“ heraus, das im Folgejahr mit Extratracks in den USA und dem Rest der Welt als „Playboy Playgirl“ eine neue Auflage erfuhr. 1999 veröffentlichten Pizzicato Five die EP-Serie „JBL Maxisonic“ und das Album „Pizzicato Five [TM]“. Es enthielt Tracks von allen dieser drei EPs in sehr unterschiedlichen Versionen.
2000 veröffentlichte Matador Records „Pizzicato Five [TM]“ mit einigen Extratracks als „The Fifth Release From Matador“ – das war auch Pizzicato Five’s letzte Veröffentlichung in den USA. 2001 wurde noch das Album „Ca et la du Japon“ veröffentlicht und die Band kündigte ihre Auflösung an. Es folgte noch eine Reihe von Live-Events mit Gastvorstellungen alter Mitglieder. Die Gruppe trennte sich im März 2002.

## Kommerzieller Erfolg
Der größte kommerzielle Erfolg für Pizzicato Five in japanischen Heimatmarkt war das 1993er-Album „Bossa Nova 2001“, von dem ca. 300.000 Exemplare abgesetzt wurden. Im Vergleich dazu waren die Verkaufszahlen im ungleich größeren US-Markt etwas bescheidener: Zum gleichen Zeitpunkt lag die 1994 veröffentlichte Kompilation „Made in USA“ mit 140.000 Exemplaren an der Spitze – und im gesamten europäischen Markt bei 85.000 Exemplaren.

## Rezeption
Anlässlich der Auflösung der Band brachte Der Standard aus Österreich eine – in Bezug auf die Veröffentlichungsliste der Band – vergleichsweise kurze Nachricht, die aber gleichzeitig auch der Veröffentlichungspolitik und der weltweiten Rezeption gerecht wird: „In Japan waren sie generell Superstars, in Europa zumindest unter Grafik-Designern und Pop-Snobs“.
Mit The Sound of Music, dem zweiten in Deutschland regulär über eine Plattenfirma veröffentlichten Werk gaben Pizzicato Five ihren Einstand bei einem Major-Label, wie Visions in der Rezension vermerkte und in einem Nebensatz kommerzielles Interesse dahingehend vermutete, dass sich „exotisch codierte Gruppen“ derzeit „äußerst gut vermarkten“ ließen und Pizzicato 5 „in dieser Hinsicht ja auch wirklich einiges zu bieten“ hätten. Sie seien die „überdrehtesten aller Retro-Swinger“ und suhlten „sich in den plüschigsten Disco-Grooves unter der Sonne“. Es wird unterstellt, dass der künstlerische Ansatz, bei der „niedliche[n] oberflächliche[n] Japan-Band“ nur vorgespielt sei und hemmungslos persifliert werden, was die Herkunft hergibt, „komplexer, hintergründiger und kritischer Natur“ sein solle.
Mit einem kurzen, in sich aber vielschichtigen Review urteilte Visions auch über Sister Freedom Tapes:

„Kaum eine Band hat sich mit einem Höchstmaß an Belanglosigkeit mehr Achtung eingespielt als Pizzicato Five. [...] Pizzicato Five sind und bleiben Designer-Pop, blutleer, aber nicht langweilig. Mastermind Konishi hat rechtzeitig erkannt, daß es wenig bringt, Easy Listening bis ins Endlose auszuwalzen. Von Essenz und Tiefe sind Pizzicato Five, die Royal Familiy des Shibuya Sounds, freilich noch meilenweit entfernt. Lediglich die Oberfläche, auf der sie schwimmen, hat sich verändert.“

Bei Happy End of the World, dem dritten in Deutschland verfügbaren Album, wurden dann deutliche Abnutzungserscheinungen konstatiert:

„Mit dem Exotenbonus [...] ist es spätestens vorbei, seit in Werbung, Kunst und Musik das Bild vom sympathischen aber spinnerten Japaner übermäßig strapaziert wurde. [...] Das Schlimmste ist aber, daß man bei Pizzicato Five mittlerweile genau zu wissen glaubt, wie eine neue CD klingen wird, bevor man überhaupt nur einen Ton davon gehört hat. Und in seinen Vermutungen auch recht bekommt [...] Stagnation auf höchstem Cocktail-Niveau.“

Zu einem gegensätzlichen Urteil kam dagegen das Magazin Leeson, aus dessen Sicht das Album „wieder voller kleiner Pop-Pretiosen“ stecke.
Auch bei Playboy & Playgirl von 1999 blieben die Visions-Redakteure bei ihrer kritischen Grundhaltung: „Die unerträgliche Leichtigkeit... [...] wirkt mittlerweile aber sehr aufgesetzt“ hieß es an einer Stelle, und „fast könnte man meinen, diese Tracks seien eine langweilige Ansammlung von Restideen“ an einer anderen Stelle. Die Sichtweise von The Harvard Crimson steht dem diametral gegenüber „Glücklicherweise und erfrischend können die Meister des Kitsch-Pop, Pizzicato Five, postmodern eine erfreuliche Achterbahnfahrt hinlegen“ (englisch Thankfully, and refreshingly, kitsch-pop masters Pizzicato Five can still render postmodernism an enjoyably tasteful joy ride). Auf die Ebene der Songstrukturen geht der Rezensent der Baltimore Sun bei seiner Analyse. Das Album bringe die beiden Interessen des Songwriters Konishi zusammen: Auf der einen Seite die Spanne von Soul-Band-Arrangements hin zu Orchesterstücken und auf der anderen Seite DJ-Musik mit Samples und dem Beat von Drumcomputern. Zwischenzeitlich drohe der Hörer zwar von dem Sound erschlagen zu werden, da Konishi aber stets die Melodie im Blick habe, bleibe der Kern der Stück immer erhalten.
Bei der bislang letzten regulären Veröffentlichung von Pizzicato Five in Deutschland, „The Fifth Release From Matador“, blieb das Visions-Team konsequent bei seinem ablehnenden Standpunkt: „Die Grenzen des Japan-Pop-Kosmos sind eng gesteckt. Trotz ein paar neuer Einflüsse klingt alles erschöpft und breit gelatscht.“ Deutlich positiver dagegen Spiegel Online: „Musik als audiovisuelles Gesamtkunstwerk [...] ein Designer-Trip durch die schrillbunte Welt der Popkultur“.

## Sonstige Rezeption
Songs von Pizzicato Five haben Eingang in diverse Filme gefunden und werden auch außerhalb der klassischen Musikmagazine rezipiert. So findet Baby Love Child beispielsweise in Die Waise des Jahres (englisch Leela's Home World), der zweiten Folge der vierten Staffel (4ACV02) von Futurama Verwendung. Auch wurde das Stück von der Rheinischen Post auf Platz 4 der Liste der „20 besten Kinderlieder des Pop“ gestellt.
Auf eine höhere Zahl an (prominenteren) Filmeinsätzen kommt jedoch der Song Twiggy Twiggy, so z. B. in 3 Engel für Charlie, einer Folge von Beavis and Butt-Head und Prêt-à-Porter.

## Diskografie (Auswahl)

### Studioalben
- 1987: Couples (CBS/Sony)
- 1988: Belissima! (CBS/Sony)
- 1989: On Her Majesty’s Request (CBS/Sony)
- 1990: Soft Landing on the Moon (CBS/Sony)
- 1991: This Year's Girl (Seven Gods Records)
- 1991: Hi Guys! Let Me Teach You (Seven Gods Records)
- 1992: Sweet Pizzicato Five (Triad)
- 1992: Pizzicato Free Soul (Triad)
- 1993: Expo 2001 (Triad)
- 1993: Bossa Nova 2001 (Triad)
- 1992: Pizzicato Free Soul 2001 (Triad)
- 1994: Overdose (Readymade Records)
- 1995: Romantique 96 (Triad)
- 1995: A Quiet Couple (CBS/Sony)
- 1997: Happy End of the World (Readymade Records)
- 1998/99: The International Playboy and Playgirl Record (aka “Playboy & Playgirl”) (Readymade Records)
- 1999: Pizzicato Five (TM) (Matador)
- 2000: The Fifth Release from Matador (Matador)
- 2000: Bossanova 2001 (Matador)
- 2001: Ca Et La Du Japon (Readymade Records)

### Singles und EPs
- 1985: Pizzicato V in the Audrey Hepburn Complex (12″)
- 1986: Pizzicato Five in Action (12″)
- 1991: 8X5 (Single, Seven Gods Records)
- 1991: This Year's Model (Single, Seven Gods Records)
- 1994: Baby Love Child (Single, Matador)
- 1995: Twiggy Twiggy (Single, Matador)
- 1996: Sister Freedom Tapes (10″, Matador)
- 1996: Combinaison Spaciale (EP, Triad)
- 1997: Porno 3003 (EP, Readymade Records)
- 1998: Playboy Playgirl (Single, Readymade Records)

### Kompilationen
- 1987: Pizzicatomania!
- 1994: Made in USA
- 1995: The Sound of Music by Pizzicato Five
- 1995: Antique 96 (Sony)
- 1995: Big Hits & Jetlags 1991–1995
- 1996: Great White Wonder: Rare Masters 1990–1996 (Triad)
- 1999: Big Hits & Jetlags: 1994–1997
- 2001: Pizzicato Five R.I.P.: Big Hits & Jetlags 1998–2001 (Readymade Records)
- 2004: Band of the 20th Century: Sony Years, 1986–1990 (Sony)
- 2006: Pizzicato Five I Love You - Compiled By KONISHI Yasuharu (Columbia / Readymade)
- 2006: Pizzicato Five We Love You - Compiled By HIRABAYASHI Shin-Ichi (Columbia / Readymade)

### Sonstige
- 1993: Instant Replay (Live, Triad)
- 1995: By Her Majesty’s Request (Re-Release)
- 1998: Remix Album: Happy End of You (Remix)
- 2000: Remixes 2000 (Remix)
- 2000: In The Bag (Vinyl Boxset, Readymade Records)
- 2002: In the Mix (Remix)

### Videoalben
- 1991: This Year's Girl In Action (Seven Gods Records)
- 1994: On The Sunny Side Of The Street (Triad)
- 1994: Readymade TV Volume One (Triad)
- 1998: Readymade TV Volume Two (Readymade Records)
- 2000: Readymade TV Volume Three (Readymade Records)
- 2004: The Band Of 20th Century (7xDVD-V + Box; Readymade Records)